# David Pablos
David Pablos (nacido el 28 de julio de 1983) es un director, editor y guionista mexicano. Cineasta activo desde 2007, Pablos ha estado involucrado en seis largometrajes, incluyendo cortometrajes y documentales. Pablos obtuvo reconocimiento por dirigir La Vida Después (2013) y Las Elegidas (2015).
Pablos ha trabajado con actores no profesionales en sus películas narrativas, por las que ha recibido premios en varios festivales internacionales de cine, incluidos el Festival Internacional de Cine de Morelia y el Festival de Cine de Cannes. Pablos recibió un Premio Ariel a la Mejor Película de Ficción en 2010 por La Canción de los Niños Muertos y en 2016, ganó al Mejor Director y Mejor Guion Original en los 58.º Premios Ariel en México por su trabajo en la película Las Elegidas.

## Biografía
Pablos nació en Tijuana, Baja California, México y estudió cine en el Centro de Capacitación Cinematográfica (CCC) en la Ciudad de México. Pablos también recibió una beca otorgada por el Fondo Nacional para la Cultura y las Artes (FONCA) para especializarse en guion.

### Carrera cinematográfica
El tipo de películas que me gustan son aquellas en las que los cineastas tienen su propia voz y se arriesgan, usando la cámara como una herramienta expansiva, creo que la cámara debe tomar la intención de la escena y me gusta poner una cámara donde pueda contarte más sobre lo que sucede y no se limite a mostrarla. Estoy muy apegado a la composición, con los marcos, soy muy obsesivo en esa parte, porque para mí todo tiene que ver con la emoción, porque es lo que dicta los planos y todo.
Pablos obtuvo su título académico en el CCC con el cortometraje La Canción de los Niños Muertos en 2008. La película sobre cinco adolescentes que pierden a su madre, protagonizada por Sebastián Aguirre y Rodrigo Azuela, ganó al Mejor Cortometraje de Ficción en el Festival Internacional de Cine de Morelia y se proyectó durante la Semana Internacional de la Crítica del Festival de Cine de Cannes 2009. Por este trabajo, Pablos ganó el Premio Ariel al Mejor Cortometraje de Acción en Vivo y también el Premio SIGNIS durante el 4.º Festival Internacional de Cortometrajes (FICMEX), siendo el veredicto del jurado de SIGNIS de que "la narrativa cinematográfica nos lleva a la complejidad de sentimientos dispares como violencia y ternura, ira y perdón, rebelión y reconciliación"Tras dirigir los documentales La Escritura en la Pared y Una Frontera, Todas las Fronteras (2010), Pablos estrenó en 2013 su primer largometraje, La Vida Después, protagonizado también por Azuela, Américo Hollander y María Renée Prudencio.[La película, sobre dos hermanos en busca de su extraña madre, recibió el Premio Klic otorgado por la cadena de cine mexicana Cinépolis durante el Festival de Cine de Morelia. La Vida Después fue la única película mexicana proyectada durante el 70.º Festival Internacional de Cine de Venecia y, según Pablos, se trata de "vivir en el mismo techo con un completo extraño, aunque esa es tu familia... tiene que ver con la falta de comunicación".

Sobre las similitudes temáticas entre su primer cortometraje y su primer largometraje, Pablos declaró a la revista Encuadres:
"Sabía que me interesaba seguir hablando de familia, es decir, de hermandad, pero en el proceso descubrí cuál era la verdadera esencia de esta película La Vida Después, que trata sobre el patrimonio familiar emocionalmente más que físicamente y cómo sus hijos se niegan a seguir los pasos de sus padres porque a menudo hay una especie de cadena que es imposible de romper y esto genera sentimientos de frustración y rechazo. Mi pregunta era si la cadena se puede romper o no, y cuáles son las consecuencias y qué implica la separación de la familia que "la madre" ama". —David Pablos
Pablos dirigió 20 y Más por el Arte, una serie de televisión creada para celebrar el 20.º aniversario de Canal 22 en 2013. La serie siguió a 20 beneficiarios de FONCA a través de su vida diaria y procesos creativos. En 2014, la película Las Tinieblas, coescrita por Pablos y el director Daniel Castro Zimbrón, se mostró incluida en la selección oficial de la Cinéfondation durante el Festival de Cine de Cannes 2014.Más tarde ese mismo año, después de un exhaustivo proceso de casting, Pablos filmó Las Elegidas en Tijuana con actores no profesionales. La película se basó originalmente en un libro escrito por el novelista mexicano Jorge Volpi a partir del cual Pablos desarrolló un guion que presenta una historia de amor que evoluciona en una denuncia sobre secuestro, tráfico de esclavos blancos y prostitución, con un "tono documental". Las Elegidas compitieron en la sección Un Certain Regard del Festival de Cine de Cannes 2015 y más tarde se estrenó en el Festival Internacional de Cine de Morelia. La revista Sight & Sound clasificó la película en el número 118 de su lista de Mejores Películas de 2015. En 2016, Las Elegidas recibió 13 nominaciones para los 58.º Premios Ariel y ganó cinco premios, incluyendo Mejor Película, Mejor Director y Mejor Guion Original para Pablos. La película se estrenó en cines en México en 14 cines, que según Pablos eran "pobres", y una semana más tarde fue transmitida internacionalmente por Netflix. Gracias a este acuerdo de distribución, Pablos fue contactado por la banda británica White Lies para contratarlo para dirigir un video musical para la canción "Take It Out On Me", el sencillo principal de su álbum Friends (2016), después de que Harry McVeigh, cantante principal de la banda, viera Las Elegidas.
Pablos dirigió la obra maestra El baile de los 41, escrita por Monika Revilla y protagonizada por  Alfonso Herrera. La película aborda el tema de la redada policial a una fiesta travestí en 1901.
Se dice que actualmente está trabajando en la adaptación cinematográfica de la novela Los detectives salvajes escrita por el autor chileno Roberto Bolaño.

## Filmografía

### Largometrajes
- La vida después (2013)
- Las elegidas (2015)
- El baile de los 41 (2020)

### Documentales
- Escritura en la Pared (2010)
- Una Frontera, Todas las Fronteras (2010)

### Cortometrajes
- El mundo al ostardecer (2007)
- La Canción de los Niños Muertos (2008)